# Поділ праці
По́діл пра́ці (англ. Division of labour) — диференціація, спеціалізація трудової сфери діяльності. При вертикальному поділі праці відбувається розподіл за рівнями, наприклад, розмежовується виробництво і управління підприємством. При горизонтальному поділі праці розподіляються види робіт в межах одного рівня, наприклад, виділяються виготовлення, обробка деталей виробу і збір виробу з цих деталей.
Міжнародний поділ праці — це концентрація виготовлення окремих видів товарів у тих країнах, де їхнє виробництво є економічно вигідним у зв'язку з географічним розташуванням, кліматом та наявністю природних ресурсів, а також ресурсів праці і капіталу. Міжнародний поділ праці виникає між країнами, що захищені своїм державним суверенітетом.
Міжнародний поділ праці, порівняно з територіальним поділом праці, має деякі принципові відмінності. Формування спеціалізації господарства країни в такому разі, безумовно, підкоряється дії закону порівняльних переваг, за цим законом, який є одним з фундаментальних законів економічної теорії, кожна країна має порівняльну перевагу у виробництві якого-небудь товару чи послуги і може дістати вигоду, торгуючи ними або обмінюючи їх на інші товари чи послуги.
По́діл пра́ці, суспільний поділ праці — об'єктивний процес розчленування окремих видів праці, одночасне співіснування їх у суспільному виробництві.
Поділ праці — це процес, при якому різні види оброблення продуктів відокремлюються один від одного, створюючи все нові виробництва і галузі (при цьому слід ураховувати, що при доморобному виробництві він незначний).
Однак це визначення буде неповним, якщо не показати деякі особливості цього явища.
По-перше, поділ праці є історичною категорією. Це означає, що він перебуває у постійному русі, безперервно змінюється, що відбиває певний рівень розвитку продуктивних сил. Далі будуть показані історичні етапи розвитку поділу праці.
По-друге, поділ праці не обмежується мікроекономічними явищами — в межах одного підприємства. Це певна система суспільної праці, яка є наслідком якісної диференціації трудової діяльності в процесі розвитку суспільства.
По-третє, поділ праці є причиною виникнення товарного виробництва. Проте він стає причиною тільки тоді, коли поділ праці відбувається одночасно з відчуженням виробників. А це означає, що виробники, між якими відбувся поділ праці, виступають як відокремлені власники. Обмежуючись певним видом виробничої діяльності, вони для задоволення своїх потреб змушені обмінювати власний продукт на інші продукти. Тільки у такий спосіб вони можуть задовольнити свої потреби. Обмін між різними власниками набуває форми товарообміну.

## Характеристики
Категорія поділ праці відображає загальний стан суспільної праці, її зміст і характер у різних суспільно-економічних формаціях.
Існує міжнародний поділ праці (між окремими державами) і поділ праці всередині країни (територіальний і галузевий). Розрізняють також загальний, частковий і одиничний поділ праці.

## Види
Загальний поділ праці виявляється у вичленуванні великих галузей господарства: промисловості, сільського господарства, торгівлі, транспорту тощо.
Частковий відповідає вичленуванню окремих галузей у цих великих галузях (у промисловості — машинобудування, хімічна, харчова тощо, в сільському господарстві — зернове господарство, овочівництво тощо).
Одиничний поділ праці має місце на кожному підприємстві, він пов'язаний із спеціалізацією даного виробництва, фаховою структурою працівників тощо.

## Генеза
Протягом історії людства освоєння природи, розвиток продуктивних сил супроводжуються відповідним прогресом у поділі праці.
Поділ праці виник у первіснообщинному суспільстві, коли різні за статтю і віком люди займалися різними видами праці. То був найпростіший поділ, пов'язаний з природними відмінностями людей. Проте й він спричинився до підвищення продуктивності праці. З часом поділ праці поглибився, виділилися пастуші племена, відбувся перший великий суспільний поділ праці — відокремлення скотарства від землеробства. Це було базою для наступного зростання продуктивності праці, становлення регулярного обміну, що в подальшому сприяло появі приватної власності.
Другим великим суспільним поділом праці стало відокремлення ремесла від землеробства, виникнення пропорційності і протилежності між містом і селом. У цю ж історичну епоху відбувається відокремлення розумової праці від фізичної, виникає протилежність між ними. Ремісниче виробництво сприяло розвиткові товарного обміну, торгівлі.
Третім великим суспільним поділом праці було відокремлення торгівлі від виробництва.

Визначальну роль поділу праці у розвитку суспільства та причини й мотивацію людей до поділу праці відзначає Людвіг фон Мізес:
Якщо й наскільки праця за умов розподілу праці є більш продуктивною, ніж ізольована праця, й якщо й наскільки людина здатна усвідомити цей факт, сама людська діяльність прагне до співпраці та об’єднання; людина стає соціальною істотою не тому, що жертвує задоволенням власних потреб заради міфічного Молоха, суспільства, а тому, що прагне покращити власний добробут. Досвід вчить, що ця обставина — вища продуктивність, яка досягається за умов поділу праці, — існує тому, що її причина — вроджена нерівність людей й нерівність у географічному розподілі природних факторів виробництва — є реальною. Саме це положення дозволяє зрозуміти хід соціальної еволюції.

## Чинники впливу на поділ праці
Істотно впливає на суспільний поділ праці науково-технічна революція. Відбувається передача машині ряду виробничих функцій людини, зокрема контрольно-управлінської функції. Це викликає масову інтелектуалізацію праці й перетворює науку на безпосередню продуктивну силу.